# Scamandrios (lune)
Pour le personnage mythologique aussi nommé Scamandrios, voir Astyanax.
(624) Hector I Scamandrios (désignation internationale (624) Hektor I Skamandrios, désignation provisoire S/2006 (624) 1) est une lune astéroïdale, le seul satellite naturel connu de l'astéroïde (624) Hector.